# Martin H:son Holmdahl-stipendiet
Martin H:son Holmdahls stipendium för främjande av mänskliga fri- och rättigheter instiftades 2003 som en hyllning till Uppsala universitets förutvarande rektor Martin H:son Holmdahl i samband med hans åttioårsdag. Holmdahl-stipendiet ska tilldelas "en anställd inom  universitetet, en grupp av sådan anställda, en student, eller en grupp av studenter, som har gjort insatser för att främja mänskliga fri- och rättigheter". Holmdahl-stipendiet är Uppsala universitets främsta pris för insatser inom detta område.
Mottagaren av stipendiet ska ha studerat och/eller arbetat för att främja mänskliga fri- och rättigheter eller aktivt bekämpat brott mot FN:s deklaration om mänskliga rättigheter, varhelst i världen dessa brott inträffat. Holmdahl-stipendiet har tilldelats stipendiater vars gärningar har berört många olika typer av mänskliga rättigheter. Insatser för yttrandefriheten, en grundsten bland de mänskliga fri- och rättigheterna har uppmärksammats liksom information om folkmord, särskilt Förintelsen. En rad stipendiater har vidgat området genom att i sin gärning ta upp närliggande förhållanden. Ett exempel är frågan om funktionshindrades praktiska tillgång till universitetet och dess verksamheter. På listan över mottagare finns också stipendiater som arbetat med frågor om kvinnofrid, frihet från hedersvåld och människohandel. Även insatser för att värna om minoritetsspråkens rättigheter har belönats.

## Stipendiater
- 2003:    Sofia Uggla och Martin Uggla[1][3]

Motivering: Efter utbildning vid Slaviska institutionen vid Uppsala universitet 1997 tjänstgjorde de under tre år i Moskva. De har därefter parallellt med sin uppgifter som lärare i Uppsala outtröttligt arbetat för att främja mänskliga fri- och rättigheter i Östeuropa. De har samarbetat med ledande organisationer för mänskliga rättigheter och har därtill aktivt spridit information och bildat opinion i Sverige kring frågor som rör demokratiutveckling och situationen för mänskliga rättigheter i Östeuropa.
- 2004:    Utrikespolitiska föreningen i Uppsala[1][3]

Motivering: Utrikespolitiska Föreningen erhöll priset för sin långvariga och av starkt engagemang präglade arbete för mänskliga rättigheter och internationell förståelse bland Uppsalas studenter och övriga intresserade. Föreningen har i sitt ideella arbete visat stor initiativkraft och brett kunnande om mänskliga rättigheter, vilket utvecklats inte minst genom årliga studieresor och engagemang till stöd för mänskliga rättigheter i Turkiet, i anslutning till landets närmande till Europeiska unionen.
- 2005:    Hans Filipsson[1][3]

Motivering: Hans Filipsson tilldelades stipendiet för sitt arbete för att människor med funktionshinder skall tillerkännas sin självklara rätt att delta i och ta del av samhället. Filipsson är initiativtagare till den ideella organisationen "Marschen för tillgänglighet", som arbetar för att uteblivna åtgärder för att ge funktionshindrade tillgång till samhällets alla sektorer ska klassas som diskriminering. Sedan starten är han dess koordinator och ledare. Parallellt har han drivit ett företag för att hjälpa människor med funktionshinder med myndighetsärenden, ansökningar, och överklaganden. Hans arbete har präglats av starkt engagemang och en fast övertygelse om att människor med funktionshinder skall kunna arbeta och bedriva studier på likvärdiga villkor.
- 2006:    Aida Aragão-Lagergren[1][3]

Motivering: Ett demokratiskt styrelseskick är fundamentalt för skyddet av mänskliga rättigheter. Att främja demokrati är i praktiken ofta det svåraste steget för att stärka mänskliga rättigheter. Aida Aragão-Lagergren har under många år med stort personligt engagemang, aktivt verkat i flera länder i Afrika och Sydamerika för att stödja den demokratiska valprocessen, främst som valövervakare. I länder utan demokratiska traditioner är det en svår och konfliktfylld process, där ett internationellt engagemang är avgörande. Aida Aragão-Lagergren har också varit starkt engagerad i såväl forskning och kunskapsförmedling som praktiska projekt för att stödja fattigdomsbekämpning och barns rättigheter.
- 2007:    Anna Jonsson Cornell[1][3]

Motivering: Docent Anna Jonsson Cornell, forskningsledare vid Uppsala Forum för Demokrati, Fred, och Rättvisa vid Uppsala universitet, är en forskare som inte bara genom sin vetenskapliga gärning på ett föredömligt sätt arbetat med frågor om mänskliga rättigheter, utan dessutom i stor utsträckning engagerat sig i dessa frågor utanför universitetet. Anna Jonsson Cornells banbrytande avhandling från 2005 belyser problem med mänskliga rättigheter utifrån en rysk rättstradition och demonstrerar både bredd och djup. Därefter har Anna vidgat sitt forskningsområde till bland annat den svåra frågan om människohandel. På det praktiska planet har hon med stor iver engagerat sig i flera fora såsom styrelseledamot i Helsingforskommittén för mänskliga rättigheter och hon har även varit rättegångsövervakare i Vitryssland. Anna Jonsson Cornell är i ordets bästa bemärkelse en samhällsengagerad forskare och lärare där de mänskliga rättigheterna har varit bärande tema.
- 2008:    Edil Baisalov[1][3]

Motivering: Edil Baisalov tilldelas stipendiet för hans konsekventa arbete för att främja demokrati och mänskliga rättigheter i Kirgizistan. Han har som ledare för Kirgizistans största nationella nätverk för människorättsaktivister arbetat för att få till stånd demokratiska reformer, aktivt och med stort genomslag försökt förhindra valfusk, och kämpat, med fara för sitt eget liv, mot organiserad brottslighet och dess politiska inflytande. Baisalov är genom sin rättskänsla, sin hängivenhet och sitt mod ett föredöme för oss alla, och vi kan med stor tacksamhet för räkna honom som Uppsalastudent.
- 2009:    Paul Levine och Stéphane Bruchfeld[1][3]

Motivering: Paul Levine och Stéphane Bruchfeld tilldelas stipendiet för deras arbete med att uppmärksamma Förintelsen. Deras verk Om detta må ni berätta. En bok om förintelsen i Europa 1933-1945 har utkommit i ett flertal omarbetade och utökade upplagor. Det ursprungliga arbetet har översatts till en rad språk. Boken har använts inom hela det svenska skolsystemet och få skrifter har haft ett sådant politiskt och pedagogiskt genomslag.
- 2010:    Hanin Shakrah[1][3]

Hanin Shakrah, som själv är född i flyktingläger, kom till Sverige som flykting och visade där redan under skoltiden ett stort engagemang för mänskliga rättigheter och mot rasism. Hon har därefter deltagit i flera internationella projekt för mänskliga rättigheter, av vilka kan nämnas uppdrag för FN och Sida samt Utrikesdepartementet. Hennes intresse har främst gällt kvinnofridsfrågor och så kallat hedersrelaterat våld.
- 2011:    Leena Huss[1][3][4]

Motivering: Professor Leena Huss, professor i finsk-ugriska språk, särskilt finska, tilldelas stipendiet för hennes förtjänstfulla arbete för individens rätt till sitt modersmål. Hon har i en lång rad sammanhang arbetat för minoriteters språkliga och kulturella rättigheter. Hon var under många år Sveriges representant i Europarådets expertkommitté för övervakning av "European Charter for Regional or Minority Languages". Dessa insatser har varit till gagn både för den enskilda individen och för samhället i stort. Leena Huss har under lång tid varit verksam vid Hugo Valentin-centrum och dess föregångare Centrum för multietnisk forskning.
- 2012:    Gun Heimer och Gunilla Lindmark[1][3][5]

Motivering: Gun Heimer professor i kvinnomedicin med inriktning mot våld mot kvinnor, har sedan våren 1994 varit chef för Rikskvinnocentrum, som 2006 ombildades till Nationellt centrum för kvinnofrid vid Uppsala universitet. Gunilla Lindmark, professor i internationell kvinno- och mödrahälsovård har under lång tid systematiskt arbetat för en förbättrad tillgång till sjuk- och hälsovård för kvinnor på ett internationellt plan. Hon har därvid bland annat initierat ett internationellt forskningsnätverk för undersökning av våld mot kvinnor.
- 2013:    Jill Trenholm[1][6][7]

Motivering: Jill Trenholm doktorerade i september 2013 på en avhandling om våldtäkt i krigssituationer. Hennes studie bygger på ett ingående fältarbete i östra Kongo. Avhandlingen har stor betydelse för organisationer som arbetar mot sådana  övergrepp och för kvinnors rättigheter, och Trenholm har personligen aktivt bidragit till att föra ut denna kunskap. Jill Trenholm är sjuksköterska med en betydande tvärvetenskaplig bredd. Förutom internationell hälsa har hon studerat genusfrågor, fredsstudier, antropologisk metod och diskursanalys. Hon har genom sina insatser demonstrerat ett långvarigt, djupt engagemang för mänskliga rättigheter med särskilt fokus på de medicinska dimensionerna.
- 2014:    Abdulbaghi Ahmad och Rebecca Thorburn Stern[1][8][9][10]

Motivering: Docent Abdulbaghi Ahmad, Institutionen för neurovetenskap, har arbetat med barns och särskilt flyktingbarns mentala hälsa bland annat i Sverige, Irak, Turkiet och Gazaremsan. Hans forskning handlar bland annat om hur psykisk sjuklighet utvecklas hos barn som upplevt, bevittnat eller konfronterats med våld och kränkningar. Docent Rebecca Thorburn Stern, Juridiska institutionen, har påvisat de rättigheter som tillkommer barn, flyktingar och migranter inom EU. Hennes publikationer har i huvudsak behandlat asyl- och migrationsrätt och hon är av regeringen utsedd till ledamot av Migrationsverkets etiska råd. Båda stipendiaterna har uppdrag för organisationer och myndigheter för humanitet och mänskliga rättigheter. De har gjort insatser långt utöver vad som kan förväntas inom ramen för deras tjänster.
- 2015:    Heléne Lööw[1][11]

Motivering: Stipendiet för år 2015 tillfaller docent Heléne Lööw vid Historiska institutionen för hennes betydelsefulla insatser för marginaliserade gruppers rättigheter i Sverige – genom såväl egen forskning som aktiva bidrag i den svenska samhällsdebatten. Heléne Lööw disputerade vid historiska institutionen, Göteborgs universitet. Hon utsågs 2003 till första chef för Forum för levande historia. Hon är docent och forskare vid Historiska institutionen vid Uppsala universitet med inriktning på frågor om extremism och samhällsskydd för utsatta grupper. Hennes forskning ingår i ett större projekt om politiska demonstrationer och polisagerande i Europa. Hon har givit ut en rad verk om den svenska nazismens historia och utveckling.

- 2016:   Lindsey Doyle och Anna-Sara Lind[1][12][13]

Motivering: Lindsey Doyle studerar för masterexamen och är Rotary Peace Fellow. Hon förenar på ett ovanligt och inspirerande sätt akademisk förmåga och yrkeserfarenheter i ett gränsöverskridande arbete – där också konstnärliga uttryck är centrala – för mänskliga rättigheter och fredsbyggande i svåra konflikter runt om i världen. Anna-Sara Lind, docent i offentlig rätt, är en forskare som genom sin vetenskapliga gärning på ett föredömligt sätt arbetat med frågor om mänskliga rättigheter genom att också ta upp sociala rättigheter och inte minst rätten till hälsa. Särskilt viktigt är att hon uppmärksammat dessa frågor även utanför akademin. Hon är nu engagerad i universitetets satsning på mångvetenskaplig forskning om rasism. 
- 2017:    Jameson Garland och Elena Namli

Motivering: Jameson Garlands avhandling i medicinsk rätt är ett pionjärarbete som lyfter fram frågan om könskorrigering och barns rättigheter. Med detta och sitt fortsatta arbete bryter dr. Garland ny mark inom medicinsk rätt och till den internationella debatten kring dessa frågor, bl.a. genom en nyligen avgiven expertrapport till Europarådet. Han har aktivt bidragit till att skapa Människorättskliniken vid juridiska fakulteten. Den syftar till att stärka skyddet för särskilt utsatta gruppers rättigheter i samarbete med det civila samhället.
Elena Namli, professor i teologi och forskningsledare vid Institutet förrRysslands- och eurasiska studier, har under närmare ett decennium haft en central roll i att skapa och utveckla det mångvetenskapliga mastersprogrammet i mänskliga rättigheter. Inte minst har hon engagerat sig för studenter från icke-privilegierade miljöer. I sin forskargärning har professor Namli på ett föredömligt sätt bidragit till en nyanserad förståelse av rättigheternas roll i etik och politik. Hon har gjort betydelsefulla insatser i rättighetsfrågor även utanför akademin.
- 2018:    Ola Larsmo[14]

Motivering: Ola Larsmo har som författare och publicist visat ett stort engagemang för utsatta och svaga i samhället, såväl i historien som i dag. Det framgår tydligt av hans många böcker, pjäser, debattinlägg och artiklar i ledande press. Han har i sitt författarskap även behandlat frågor som rör Uppsala och Uppsala universitet, till exempel det ökända mötet i Bollhuset 1939
- 2019: Afaf Doleeb och Patricia Lorenzoni[15]
- 2020: Stefan Swartling Peterson
- 2021: Peter Nobel
- 2022: Birgitta Essén
- 2023: Ove Bring och Elisabeth Rynning